# تپه یارقلعه‌سی
تپه یار قلعه سی مربوط به عصر برنز است و در شهرستان ماهنشان، بخش انگوران، دهستان انگوران، ۵۰۰ متری شرق روستای انگوران واقع شده و این اثر در تاریخ ۲۷ بهمن ۱۳۸۷ با شمارهٔ ثبت ۲۴۵۸۹ به‌عنوان یکی از آثار ملی ایران به ثبت رسیده است.